# TV-program 2012 i Sverige
Detta är en lista över TV-programpremiärer samt säsongspremiärer och säsongavslutningar för TV-serier (både svenska och utländska) i svenska TV-kanaler.

## SVT1
- Äkta Människor Säsong 1 hade premiär
- Så Ska Det Låta hade säsongspremiär
- Minuten Säsong 2 hade premiär
- Intresseklubben Säsong 1 hade premiär
- Melodifestivalen 2012 hade premiär
- Eurovision Song Contest 2012 kommer sändas
- 14 mars: Svenska Dialektmysterier Säsong 2 hade premiär

## SVT2
- AT-läkarna, säsong 1 [1]
- 26 december: "Soran Ismail - resan fortsätter", stand-up med Soran Ismail.

## TV3
- Top Model Sverige Säsong 5 hade premiär
- Project Runway Säsong 8 hade premiär
- 12 januari: Revenge Säsong 1 hade premiär

## TV4
- 2 januari: Guillou på jakt hade premiär.
- 4 januari: The Voice Sverige hade premiär.
- 7 januari: Gladiatorerna hade nypremiär
- 9 januari: Hem Till Gården började för säsongen
- 11 januari: Biggest loser Sverige hade säsongspremiär.
- 19 januari: Sveriges värsta bilförare 2012 hade premiär.
- 23 januari: Halv åtta hos mig hade säsongspremiär.
- 24 januari: Äntligen hemma hade säsongspremiär.
- 1 februari: Fuskbyggarna hade säsongspremiär.
- 12 februari: Kontoret hade premiär
- 30 mars: Let's Dance Säsong 7 hade premiär
- 9 april: Alcatraz Säsong 1 hade premiär

## Kanal 5
- Tunnelbanan hade premiär
- 2 januari: Filip & Fredriks årskrönika 2011, del 1.
- 3 januari: Filip & Fredriks årskrönika 2011, del 2.
- 6 mars: Desperate Housewives Säsong 8 fortsatte.
- 14 mars: Djungelns Drottning har premiär
- 29 mars: Unga läkare Säsong 1 hade premiär [1]

## TV6
- 8 januari: Franklin & Bash Säsong 1 hade premiär.
- 2 mars: Spartacus: Vengeance hade premiär

## Sjuan
- 8 januari: Bingolotto säsong 42 startar.
- 9 januari: Det okända har säsongspremiär.
- 22 januari: Spårlöst har säsongspremiär.